# Rogadinae
Rogadinae (лат.) — подсемейство паразитических наездников браконид (Braconidae) из надсемейства Ichneumonoidea отряда перепончатокрылые.

## Признаки
Средних и крупных размеров наездники (5—10 мм). Тело сильно скульптированное, умеренно вытянутое. Жилкование крыльев полное.

## Биология
Большинство видов — паразитоиды бабочек Lepidoptera. Окукливаются внутри шкурки гусеницы, которая, твердея, образует так называемую мумию.

## Классификация
Известно более 60 родов и около 700 описанных видов, распределенных по 8 трибам: Aleiodini, Betylobraconini, Clinocentrini, Facitorini, Gondwanocentrini, Rogadini, Stiropiini, Yeliconini. Распространены по всему миру. На основании своеобразного строения передних ног группа родов некоторыми авторами выделяется в отдельное подсемейство Betylobraconinae (van Achterberg, 1995) или рассматривается как триба Betylobraconini в составе Rogadinae.

### ТрибаAleiodini
- Aleiodes Wesmael, 1838 — повсеместно
- Heterogamus Wesmael, 1838 — повсеместно
- Pararrhyssalus Cameron, 1911 — Неотропика

### ТрибаBetylobraconini
- Betylobracon Tobias, 1979 — Австралазия
- Mesocentrus Szepligeti, 1900 — Австралазия
- Pilichremylus Belokobylskij, 1992 — Австралазия

### ТрибаClinocentrini
- Anachyra van Achterberg, 1995 — Австралазия
- Artocella van Achterberg, 1980 — Палеарктика
- Clinocentrus Haliday, 1833 — повсеместно
- Confusocentrus Quicke & Butcher, 2011 — Индо-Малайская область
- Kerevata Belokobylskij, 1999 — Австралазия[6]
- Tebennotoma Enderlein, 1912 — Старый Свет

### ТрибаFacitorini
Или в составе Yeliconini (=Facitorini)
- Conobregma van Achterberg, 1995 — повсеместно[8]
- Facitorus van Achterberg, 1995 — Индо-Малайская область
- Jannya van Achterberg, 1995 — Неотропика[4]

### ТрибаGondwanocentrini
- Gondwanocentrus Quicke & Butcher, 2015 — Неотропика[5]
- Ghibli Shimbori et al., 2024 — Неотропика[2]
- Racionais Shimbori et al., 2024 — Неотропика
- Soraya Shimbori et al., 2024 — Неотропика

### ТрибаRogadini
- Afrorogas Quicke, 2021 — Афротропика
- Amanirogas Quicke, 2021 — Афротропика
- Aspidorogas van Achterberg, 1991 — Афротропика
- Batotheca Enderlein, 1905 — Австралазия
- Batothecoides Watanabe, 1958 — Индо-Малайская область
- Bequartia Fahringer, 1936 — Афротропика
- Bioalfa Sharkey, 2021 — Неотропика
- Canalirogas Chen & van Achterberg, 1996 — Индо-Малайская область, Австралазия
- Colastomion Baker, 1917 — тропическая Палеарктика
- Conspinaria Schulz, 1906 — Индо-Малайская область, Австралазия
- Cornutorogas Chen et al. 2004 — Индо-Малайская область[9]
- Cratodactyla Szépligeti, 1914 — Афротропика
- Cystomastacoides van Achterberg, 1997 — Индо-Малайская область, Австралазия
- Cystomastax Szépligeti, 1904 — Неотропика
- Darnilia van Achterberg, 1989 — Индо-Малайская область, Австралазия
- † Digastrotheca Brues, 1933
- Gyroneuron Kokujev, 1901 — Индо-Малайская область
- Gyroneuronella Baker, 1917 — Индо-Малайская область
- Hermosomastax Quicke, 2021 — Неотропика
- Iporhogas Granger, 1949 — Палеотропика
- Korupia van Achterberg, 1991 — Афротропика
- Macrostomion Szépligeti, 1900 — Пантропика
- Megarhogas Szépligeti, 1904 — Индо-Малайская область
- Myocron van Achterberg, 1991 — Афротропика
- Orthorhogas Granger, 1949 — Афротропика
- Papuarogas Quicke, 2021 — Австралазия
- Pegarthrum Cameron, 1910 — Индо-Малайская область, Австралазия
- Pseudogyroneuron Baker, 1917 — Индо-Малайская область
- Quasimodorogas Quicke & Butcher, 2011 — Индо-Малайская область
- Rectivena van Achterberg, 1991 — Афротропика
- Rhinoprotoma van Achterberg, 1995 — Австралазия
- Rhogasella Baker, 1917 — Индо-Малайская область
- Rogas Nees, 1819 — Палеарктика
- Rogasodes Chen & He, 1997 — Индо-Малайская область
- Spinaria Brullé, 1846 — Индо-Малайская область, Австралазия[10]
- Spinariella Szépligeti, 1906 — Индо-Малайская область, Австралазия
- Teresirogas Quicke & Shaw, 2014 — Австралазия
- Trigonophatnus Cameron, 1907 — Австралазия
- Triraphis Ruthe, 1855 — повсеместно
- Troporhogas Cameron, 1905 — Индо-Малайская область
- Vojtechirogas Quicke & van Achterberg, 2012 — Австралазия

### ТрибаStiropiini
- Choreborogas Whitfield, 1990 — Новый Свет
- Polystenidea Viereck, 1911 — Новый Свет
- Stiropius Cameron, 1911 — Новый Свет

### ТрибаYeliconini
- Bulborogas van Achterberg, 1995 — Неотропика
- Pseudoyelicones van Achterberg, Penteado-Dias & Quicke, 1997 — Неотропика
- Yelicones Cameron, 1887 — повсеместно[11][12]

### incertae sedis
- †Cyranorogas Quicke & Butcher, 2015 — Австралазия